# Distrito de Deggendorf
El distrito de Deggendorf es un distrito del estado alemán de Baviera. Tiene una población estimada, a fines de 2023, de 123 129 habitantes.

## Mancomunidades y localidades
| 1. Deggendorf 2. Osterhofen 3. Plattling 1. Lalling (municipios de Grattersdorf, Hunding, Lalling y Schaufling) 2. Moos (municipios de Buchhofen y Moos) 3. Oberpöring (municipios de Oberpöring, Otzing y Wallerfing) 4. Schöllnach (municipios de Außernzell y Schöllnach) | 1. Aholming 2. Auerbach 3. Außernzell 4. Bernried 5. Buchhofen 6. Grafling 7. Grattersdorf 8. Hengersberg 9. Hunding 10. Iggensbach 11. Künzing 12. Lalling 13. Metten 14. Moos 15. Niederalteich 16. Oberpöring 17. Offenberg 18. Otzing 19. Schaufling 20. Schöllnach 21. Stephansposching 22. Wallerfing 23. Winzer |

(Habitantes a 30 de junio de 2005)